# Гімноплевр гладенький
Гімноплевр гладенький (Gymnopleurus geoffroyi) — вид жуків родини пластинчастовусих (Scarabaeidae).

## Поширення
Вид поширений з півдня Франції на схід у Південній Європі та східному Середземноморському регіоні, включаючи Малу Азію та Північну Африку, але відсутній в Іспанії та Португалії. На північ вид проникає лише в південну частину Центральної Європи; є лише старі знахідки з Німеччини. На схід же жук проникає аж до Ірану. Жук зустрічається на теплих і сухих пасовищах.